# Château de Turku
Le château de Turku (finnois : Turun linna, suédois : Åbo slott) est un château médiéval du XIVe siècle situé dans la ville de Turku, en Finlande, sur la rive nord du fleuve Aura. Avec la cathédrale de Turku, le château est l'un des bâtiments les plus anciens encore utilisés en Finlande. Il a servi de prison et abrite aujourd'hui un musée d'Histoire.
Le château de Turku est le plus grand bâtiment médiéval de Finlande, voire de Fennoscandie, à être resté en un aussi bon état de conservation.

## Histoire

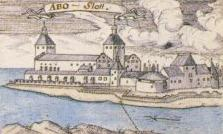
Château de Turku vers 1724

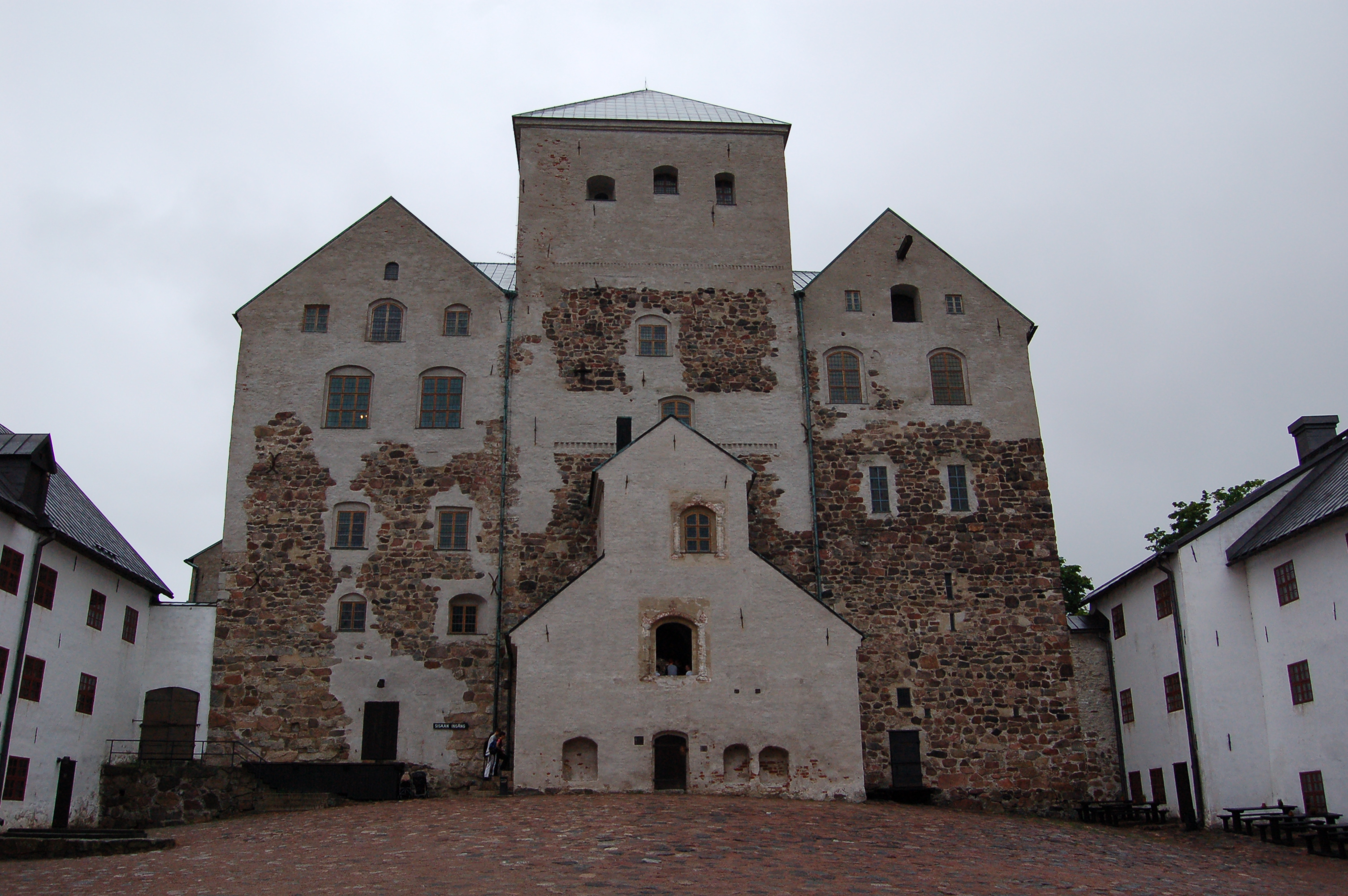

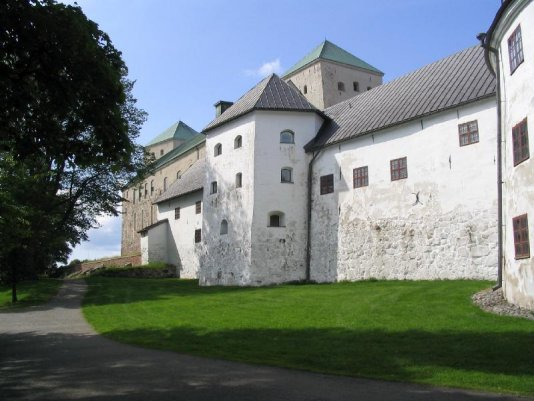

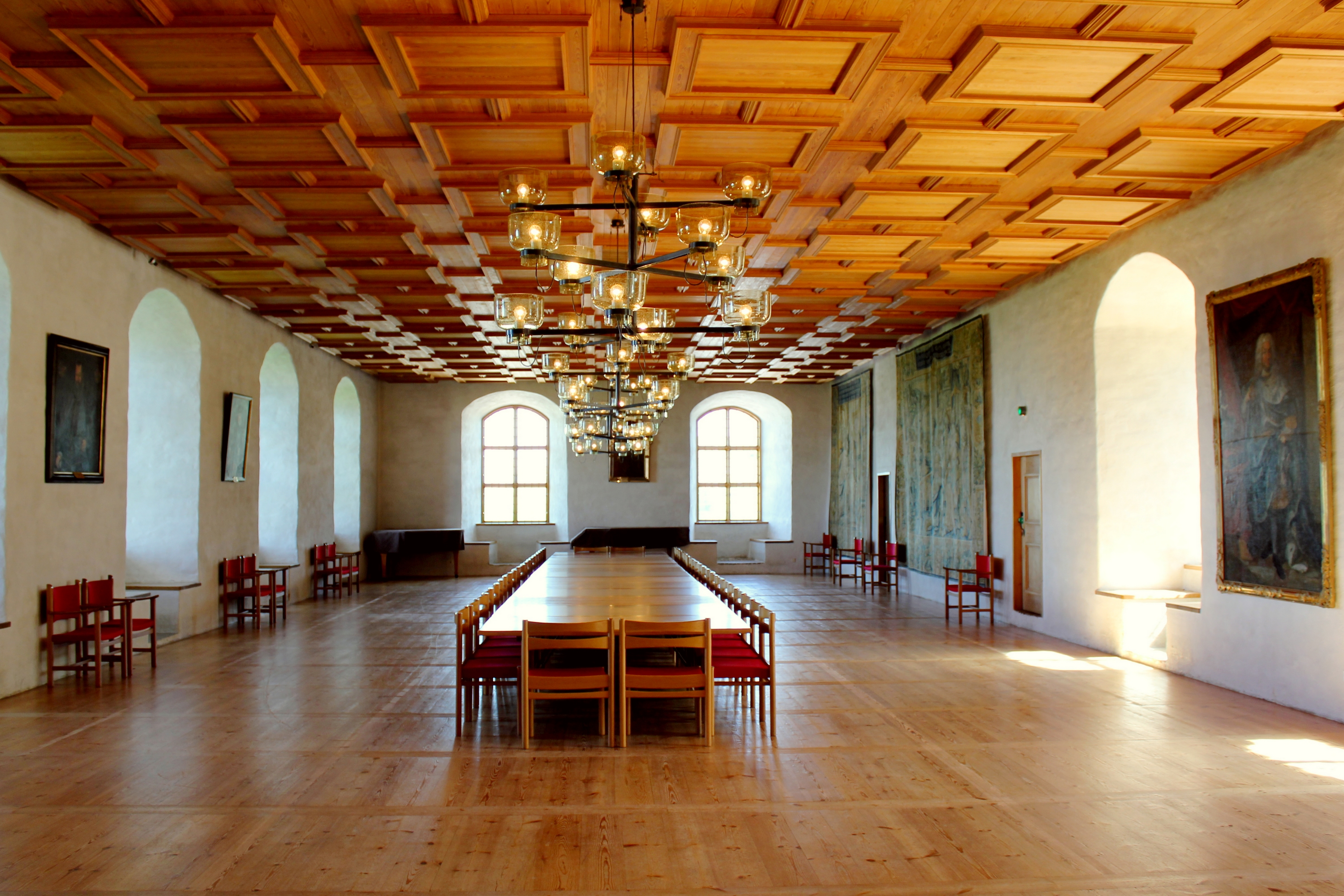

La construction du château a commencé aux environs de 1280. Les conquérants suédois avaient l'intention de le construire comme une forteresse militaire. Pendant les deux siècles qui suivirent, ses défenses ont été renforcées et des logements ont été ajoutés.
Au Moyen Âge, le château était entouré de douves, il était sur une île sur la rivière Aura.
Au cours des siècles, la fortification militaire modeste s'est transformée en un immense château de pierres grises. Le donjon a été achevé au début du XVe siècle. La construction de la courtine a été lancée à la fin du XVe siècle et terminée au début du XVIe siècle.
La partie principale du château a été considérablement étendue au cours du XVIe siècle. C'est la période pendant laquelle Gustav Vasa est sur le trône de Suède et que son fils dirige l'administration finlandaise en tant que duc, depuis Turku. L'apogée du château fut dans le milieu du XVIe siècle sous le règne de Jean III de Suède, Duc de Finlande et Catherine Jagellon.
Les travaux de construction de la période de la Renaissance ont modifié profondément la partie la plus ancienne du château médiéval. Depuis cette période, plus aucune modification n'a été faite au château.
Le château a été soumis à de nombreux sièges et batailles. De tous les châteaux finlandais, le château de Turku a l'histoire la plus belliqueuse.
Le château a été le lieu de nombreux événements historiques, en 1573-1577, par exemple, la reine de Suède Karin Månsdotter y a été retenue prisonnière.
La tour ronde du parvis est transformée en prison en 1779, avec 12 cellules.
Le château était le centre de la province historique de Finlande Propre, et le centre administratif de toute la Finlande. Ses murs solides et des donjons ont également servis de prison d'état depuis le XVIIIe siècle et jusqu'à la fin du XIXe siècle.
Lorsque la guerre de Finlande a commencé en 1808, le château a été utilisé par la marine russe. Il ne fut remis aux autorités finlandaises qu'après que le pays eut obtenu le statut autonome au sein de l'Empire russe, une vingtaine d'années plus tard.
Le Musée historique de Turku fut fondé en 1881 dans une petite partie du château.
Le château a été endommagé par des avions soviétiques durant la guerre de Continuation.
La restauration du château, qui avait commencé avant la guerre, s'est poursuivie au cours des décennies. La rénovation a été achevée en 1987 et le château, tout en restant propriété de l'État finlandais, a été remis le 12 octobre 1993 à la ville de Turku, qui est chargée de gérer son fonctionnement.
De nos jours, le château de Turku est l'un des monuments historiques les plus importants de Finlande, et la Direction des musées de Finlande l'a classé  parmi les Sites culturels construits d'intérêt national en Finlande.
Aujourd'hui le château, dans son intégralité, est un musée historique. Il est l'un des musées les plus visités de Finlande.

## Châtelains célèbres
Châtelains, huissiers, commandants militaires, gouverneurs qui tenaient château de Turku au Moyen Âge:
- vers 1280 Carolus Gustavi
- début XIVe siècle, Nils Andersson et Harald Torsteinsson
- 1315-22 Lyder van Kyren, de Holstein
- 1324-26 Mats Kättilmundson
- 1326-30 Karl Näskonungsson
- 1340 Dan Nilsson
- 1348 Gerhard Skytte
- 1353–56 Benedict, Duc de Halland
- 1358 Nils Turesson Bielke
- 1359 le roi Magnus IV
- 1360 Narve Ingevaldsen de Norvège
- 1373-86 Bo Jonsson Grip
- 1386 Margareta Dume
- 1387 Jeppe Abrahamsson Djäkn
- 1395 Knut Bosson (Grip)
- 1398–1401 Abraham Röriksson
- 1401–03 Tord Röriksson Bonde
- 1409-35 Klaus Lydekesson Djäkn
- 1436-40 Hans Kröpelin
- 1440–41 Juhana Karlenpoika Färla
- 1441 Karl Knutsson (Bonde) (le futur Charles VIII de Suède)
- 1442–43 Matti Ödgislenpoika Lilje
- 1446-54  Magnus Gren
- 1455-62 Kristofer Bengtsson Oxenstierna
- 1463-64 Birger Trolle
- 1465 Erik Axelsson Tott
- 1469 Sten Sture le Vieil
- 1472-99 Magnus Frille
- 1501 Sten Sture le Vieil
- 1503 Svante Nilsson
- 1503-04 Ingeburge Tott
- 1504 Eric Bielke
- 1515-20 Krister Klasson Horn
- 1556–63 Jean III de Suède
- 1580–81 Julius Gyllenhielm,
- 1595–97 Klaus Fleming,
- 1598–99 Michel Påvelsson,
- 1623–31 Nils Turesson Bielke,
- 1631–33 Gabriel Pentinpoika Oxenstierna,
- 1637–40 et 1648-54Per Brahe (le jeune)
- 1664-69 Herman Fleming

## Galerie photos

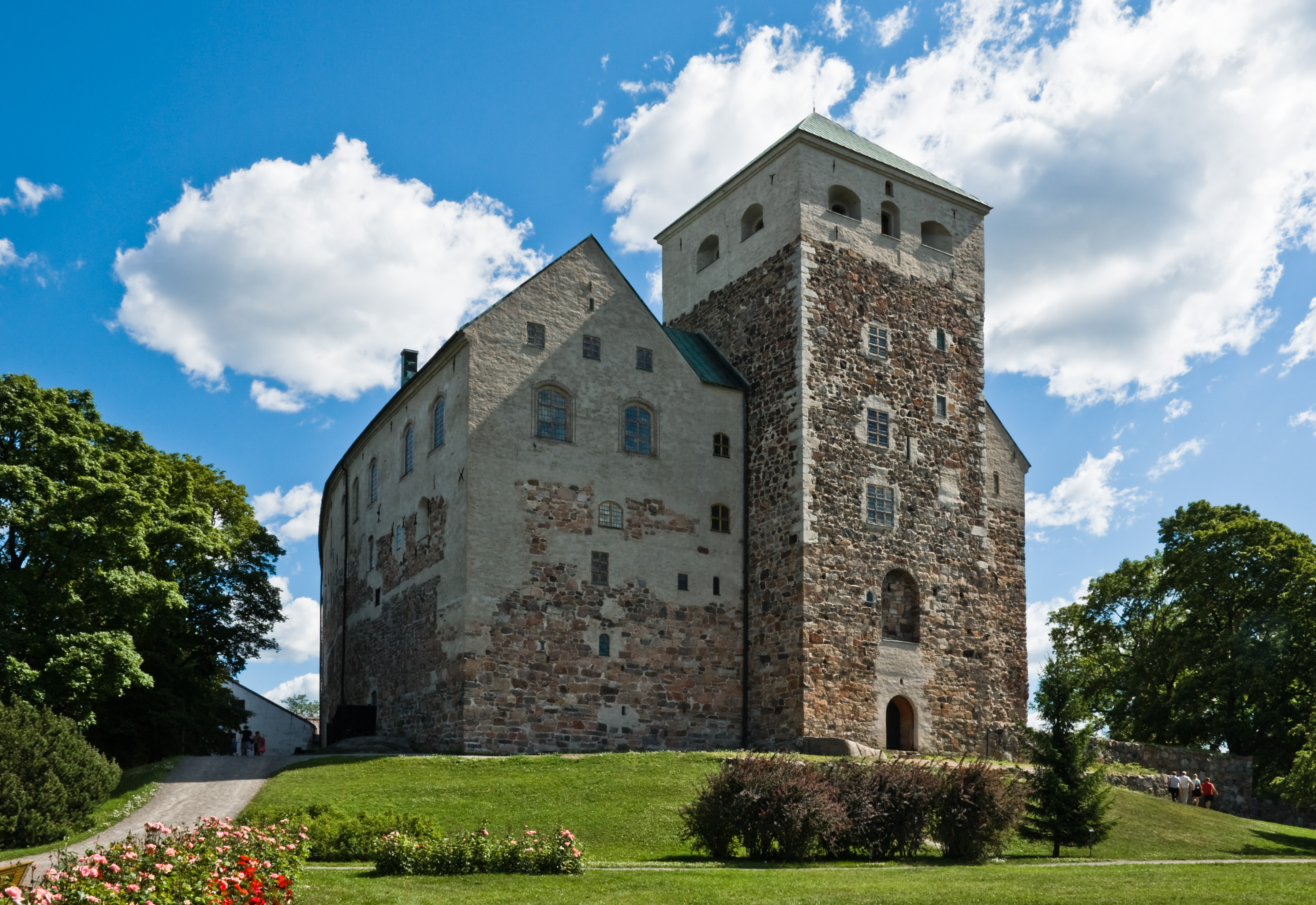
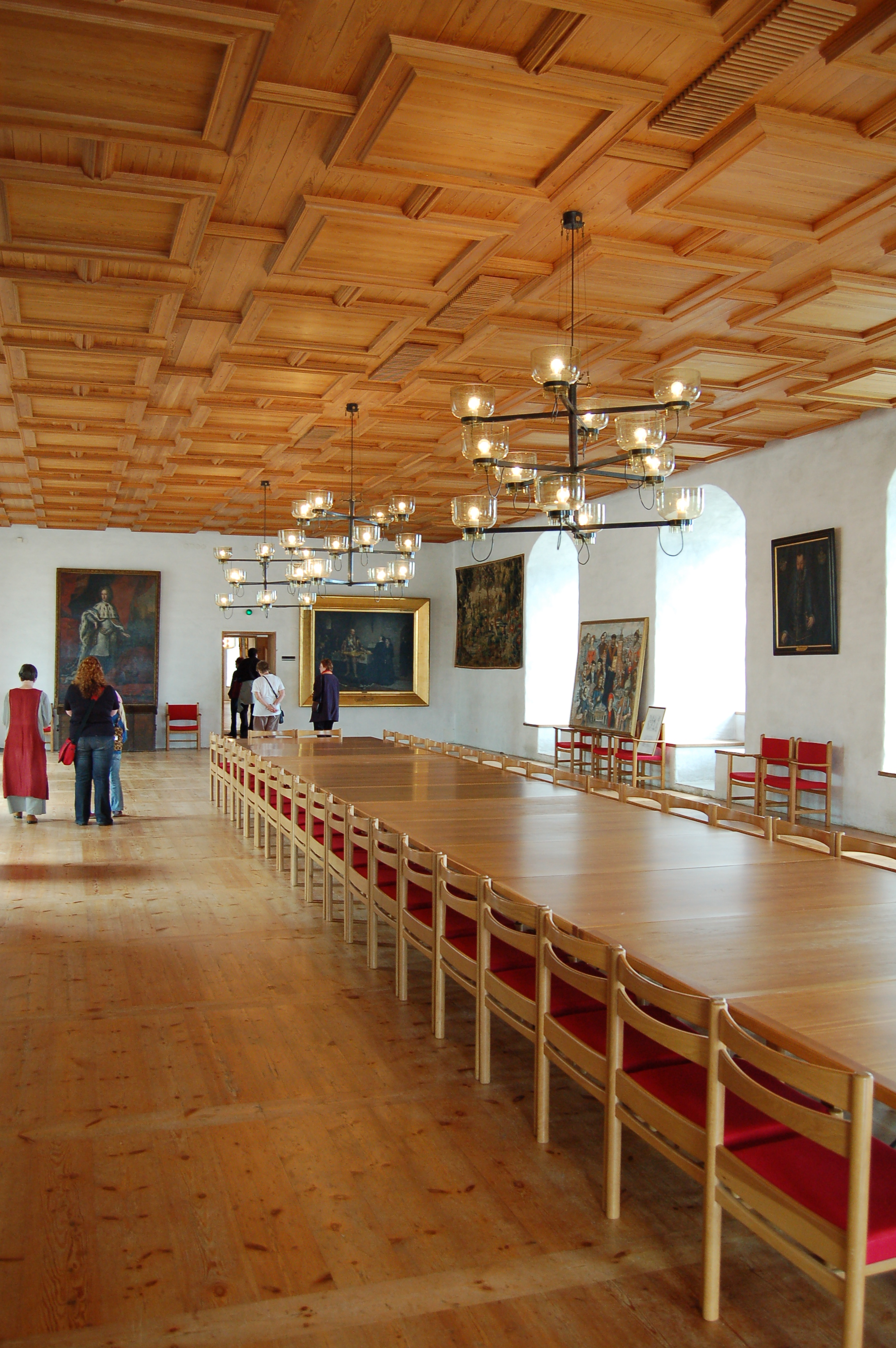
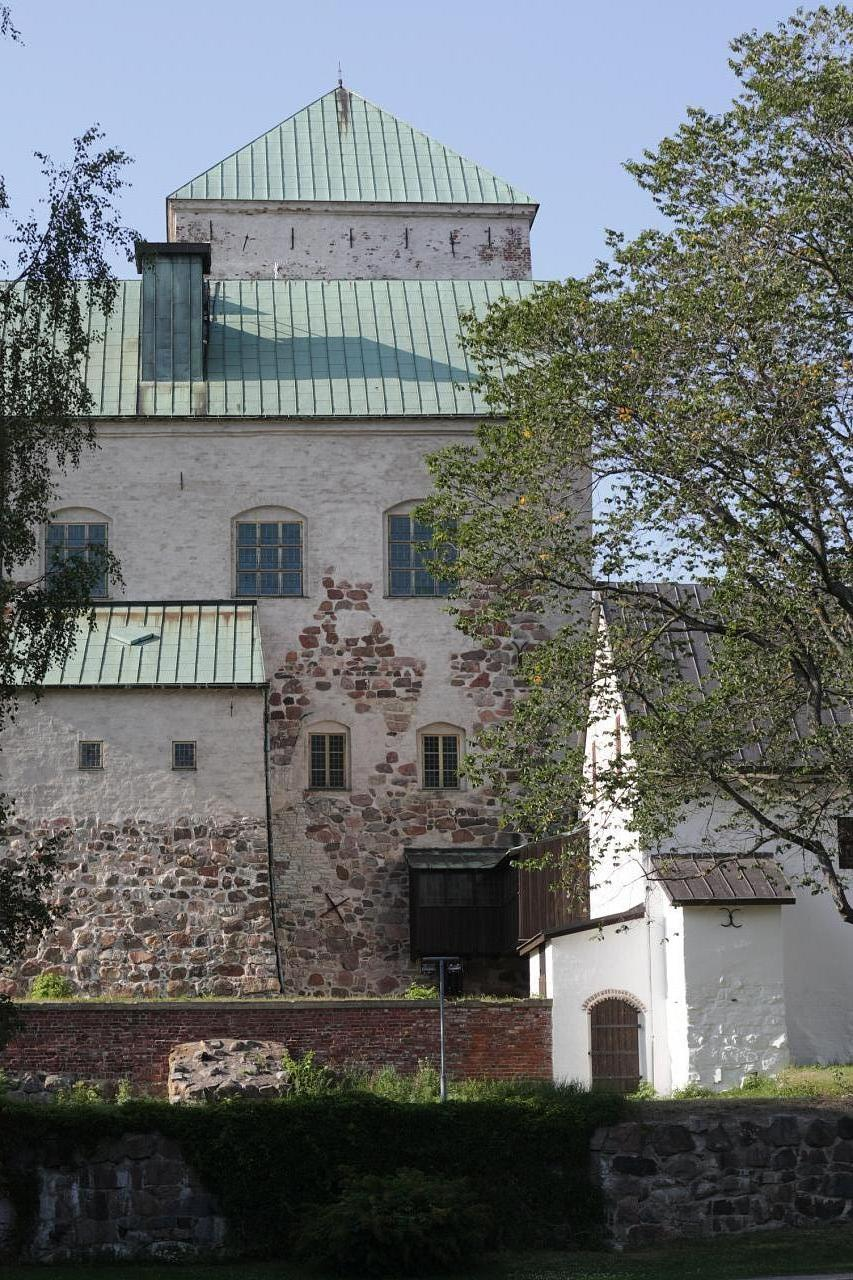
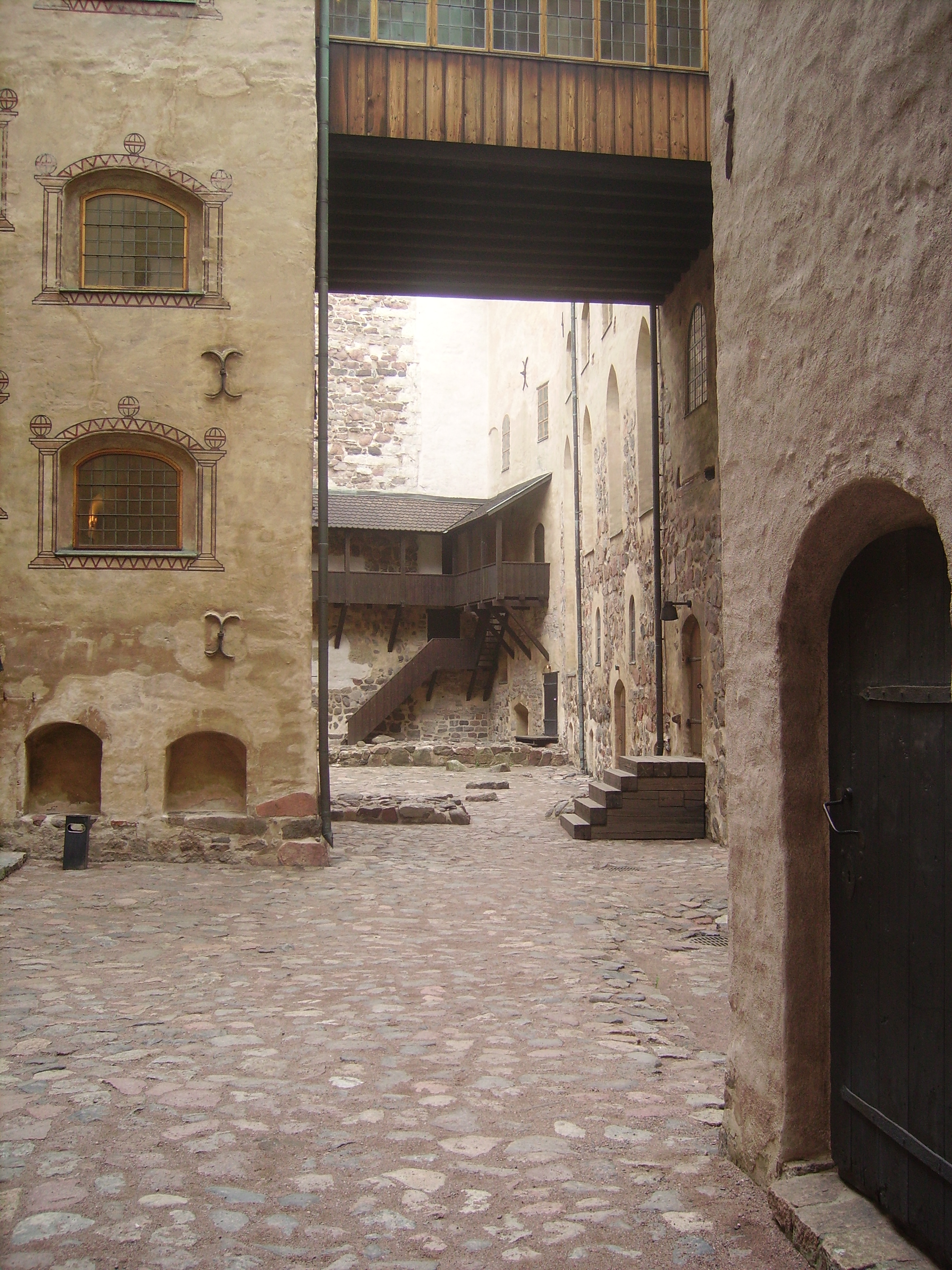
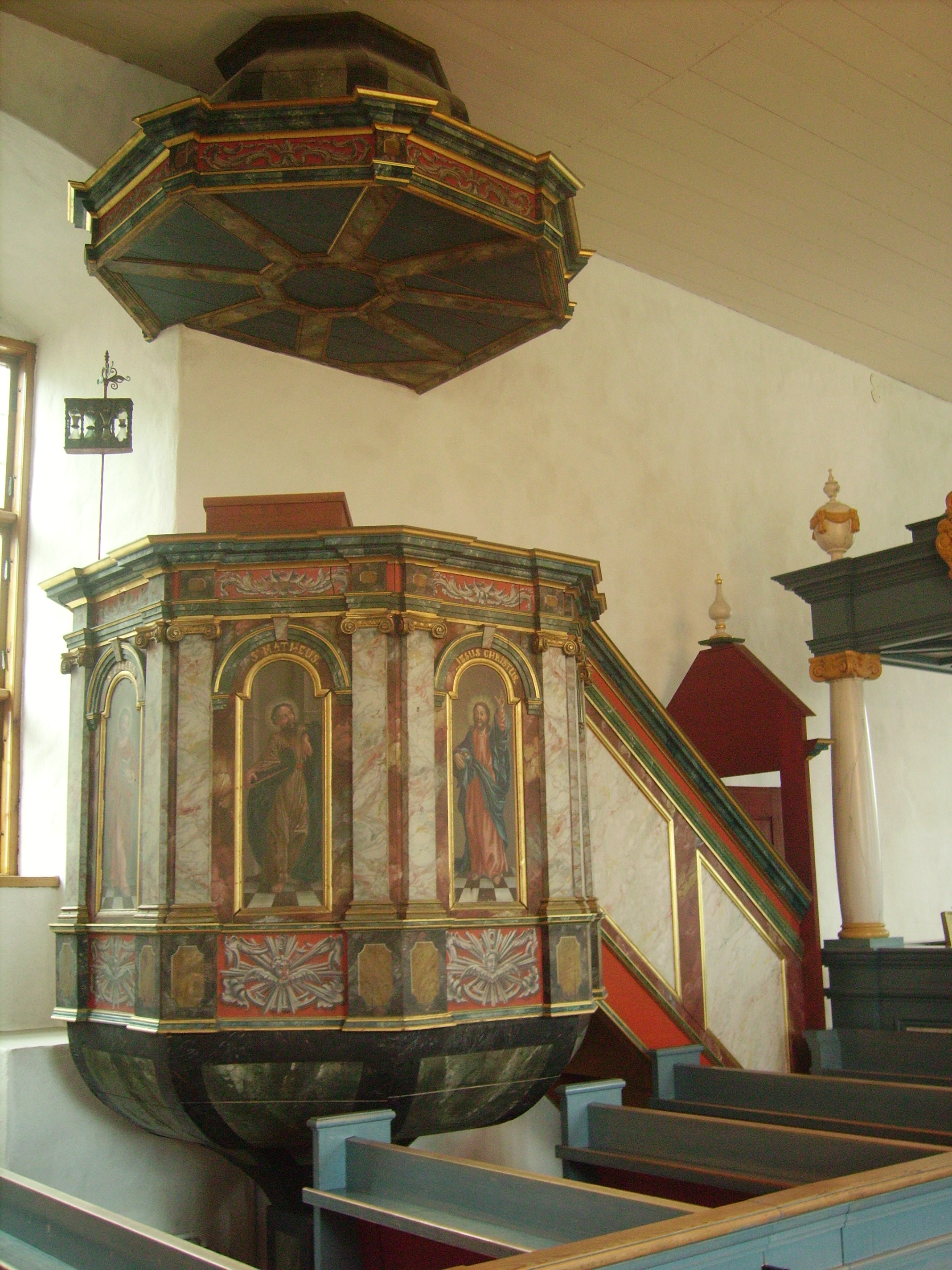
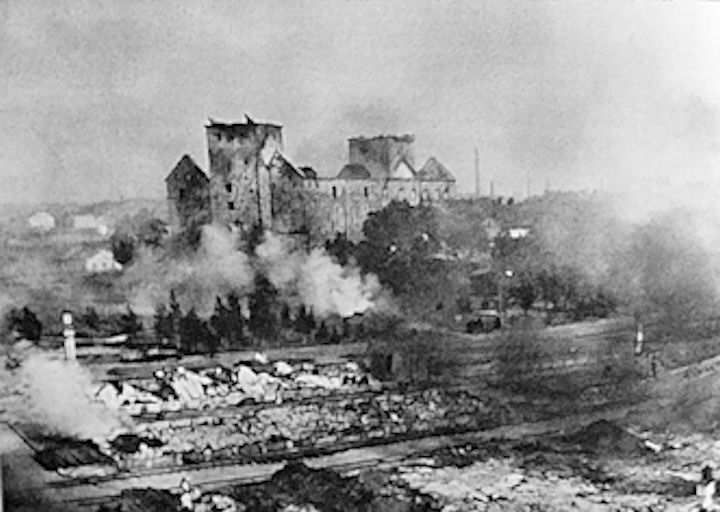
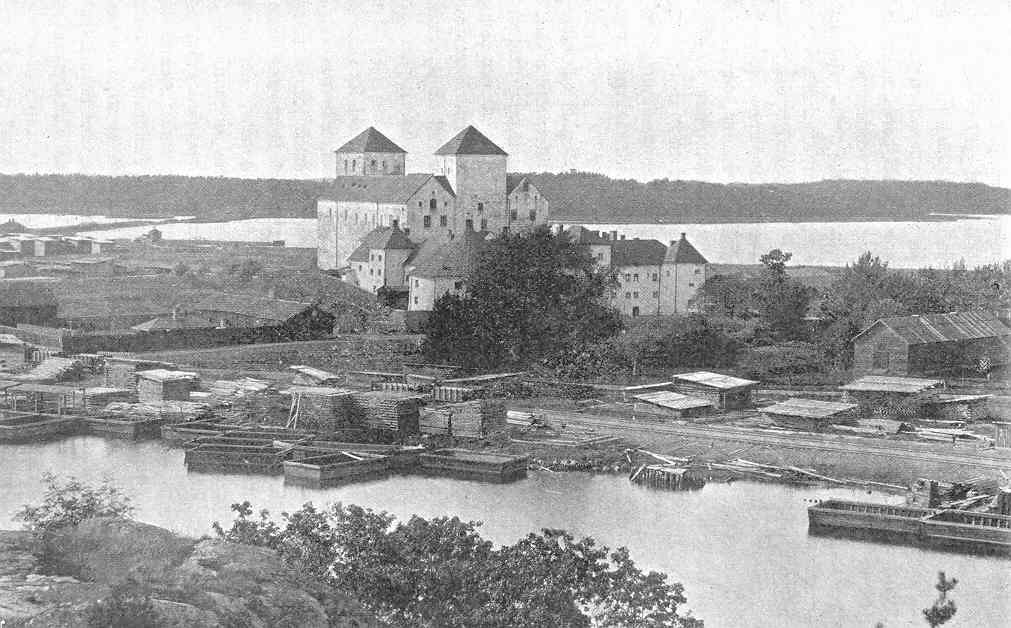
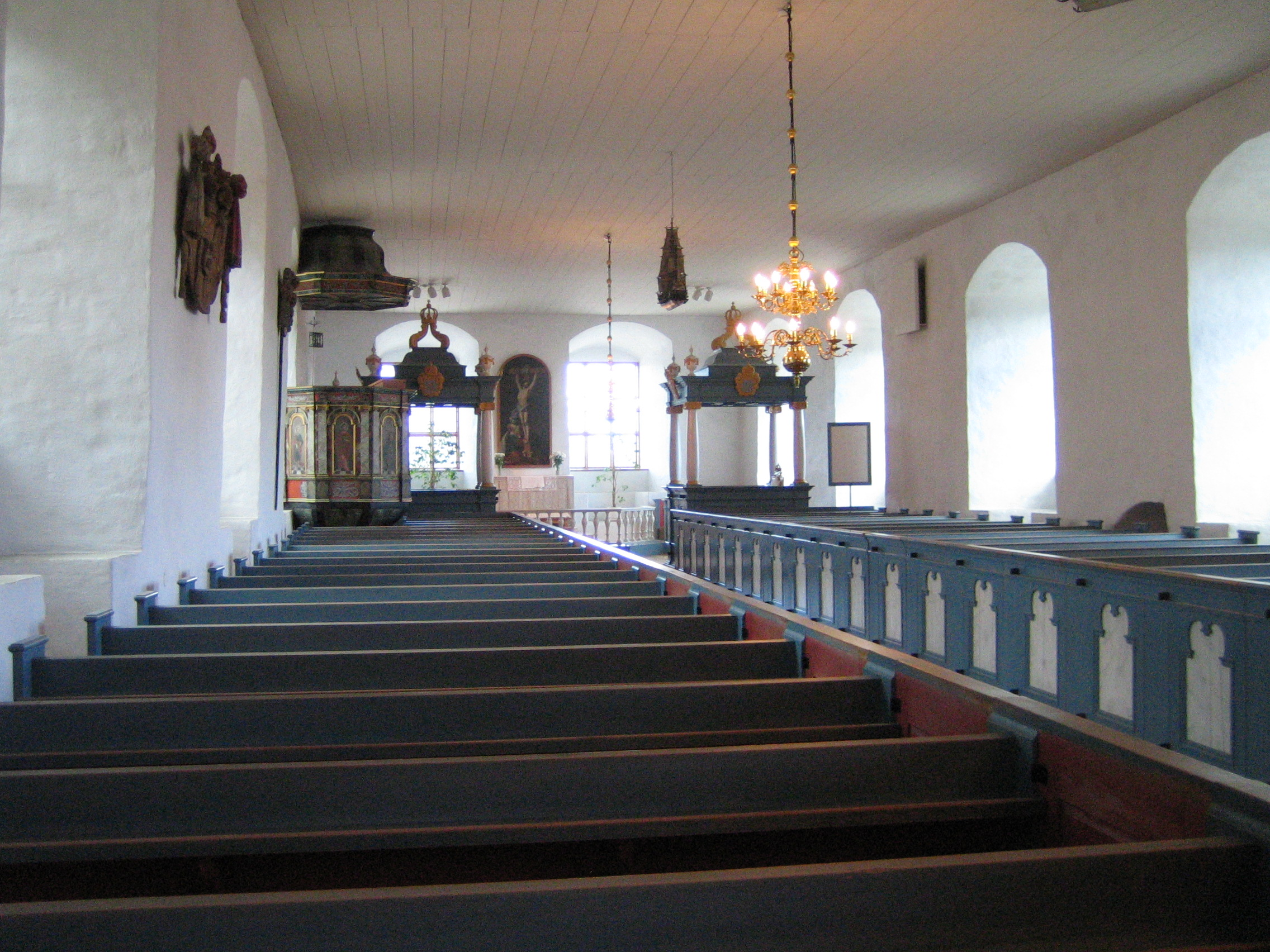
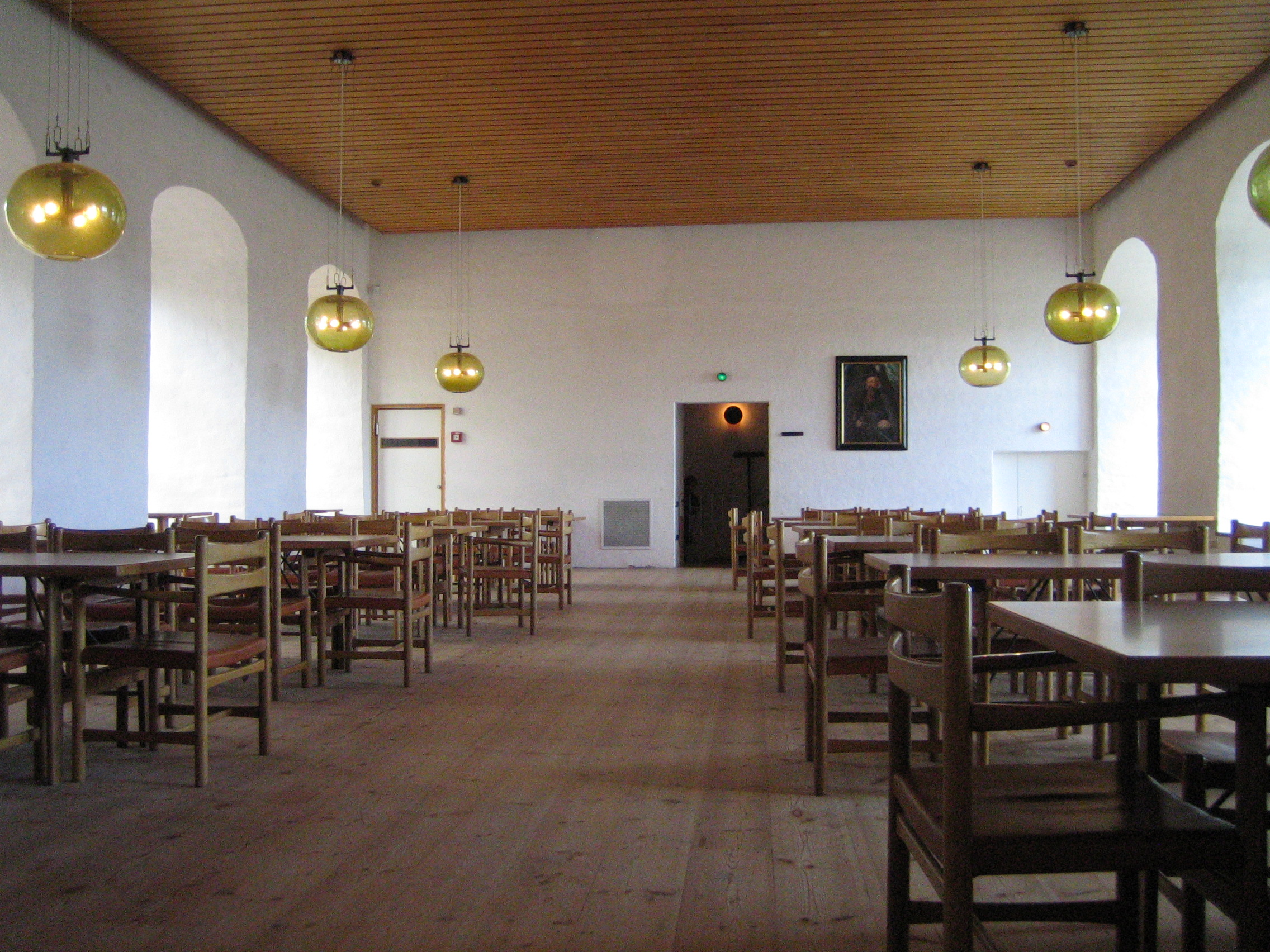
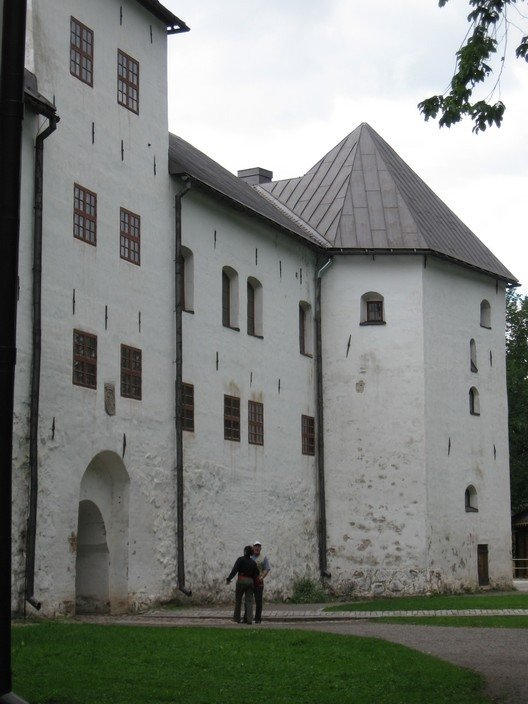